# Francoska akademija znanosti
Francoska akademija znanosti (francosko Académie des sciences) je znanstveno društvo, ki ga je leta 1666 ustanovil francoski kralj Ludvik XIV. na pobudo Jean-Baptistea Colberta, da bi spodbujalo in ščitilo duh francoskega znanstvenega raziskovanja. Akademija je bila v 17. in 18. stoletju med najvidnejšimi gonilnimi silami razvoja zanosti v Evropi. Je ena najstarejših akademij znanosti.